# Obizzo III d'Este
Obizzo III d'Este (14 luglio 1294 – 20 marzo 1352) è stato un politico italiano, marchese d'Este e signore di Ferrara dal 1317 al 1352, di Modena dal 1336 al 1352 e di Parma dal 1344 al 1346.

## Biografia

### Infanzia

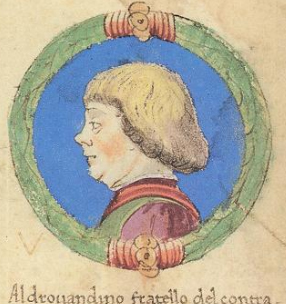
Aldobrandino II d'Este in una miniatura

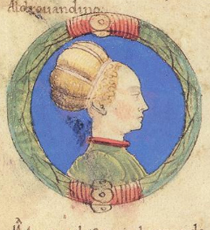
Jacopa Pepoli

Figlio di Aldobrandino II e di Alda Rangoni. Aveva una sorella: Elisa, morta a Ferrara nel 1329, già moglie di Rinaldo dei Bonacolsi, ultimo Signore di Mantova della sua casata, spodestato e ucciso coi propri figli dai Gonzaga l'anno prima.
Aveva inoltre due fratelli maschi, Rinaldo e Nicolò, con i quali condivise i titoli fino alla morte rispettiva.

## Signore di Ferrara, Modena e Parma
Obizzo e Nicolò ottennero da Manfredo I Pio, nel 1336, il dominio sulla città di Modena in cambio di Carpi e San Marino.
Nel 1339 appoggiò Azzone Visconti contro il tentativo di Lodrisio Visconti di usurpare la Signoria di Milano, una truppa di militari da aggregare alle milizie ambrosiane, che uscirono vittoriose nella Battaglia di Parabiago del 21 febbraio 1339.
Il vicariato di Ferrara fu concesso ad Obizzo ed alla sua discendenza nel 1344 da papa Clemente VI. Il pontefice inviò a tal fine a Ferrara il vescovo Beltramino Parravicini, e per la stipulazione dell'investitura si pattuì un canone annuale molto elevato. Tale riconciliazione col papa fu quindi ottenuta a caro prezzo, ma questa permise agli Estensi di riprendere in pochi anni il controllo della città ferrarese.
L'investitura fu formalizzata assieme ad altre Bolle favorevoli agli Estensi, con le quali si concedeva loro la nomina dei Canonici in tutte le collegiate di Ferrara, la sanatoria di tutti i contratti stipulatisi in Ferrara e distretto al tempo della scomunica e l'annullamento di tutti i processi celebrati contro gli estensi da Ludovico il Bavaro.
Ottenuto quindi il pieno governo di Ferrara, ormai morti i fratelli (Rinaldo nel 1335 e Nicolò nel 1344), divenne alla fine l'unico signore della città.
Sempre nel 1344 espanse i suoi domini verso Parma, che acquistò dai Correggeschi.
Tentò in varie occasioni di conquistare la città di Reggio Emilia ma non riuscì nell'impresa.
Morì il 20 marzo 1352, quando aveva 58 anni, amato e stimato. Al suo funerale, celebrato nella chiesa di San Francesco, partecipò tutta la corte estense, tre vescovi e quattro abati. Gli succedette il figlio Aldobrandino III, di soli 17 anni.

## Discendenza
Obizzo sposò nel maggio 1317 Jacopa Pepoli (morta il 3 marzo 1341), da cui ebbe:
- Violante (?-prima del 1362), sposò nel 1344 Malatesta Ungaro e fu madre di Costanza Malatesta.

Alla morte di questa si unì alla sua amante Lippa Ariosti e la sposò, forse prima della morte di lei, al fine di ulteriormente legittimare i figli, già tutti resi legittimi da una Bolla pontificia nel febbraio 1346:
- Beatrice (18 settembre 1332-1387), sposò nel 1365 Valdemaro I di Anhalt-Zerbst
- Alda (18 luglio 1333-26 settembre 1381), il 16 febbraio 1356 andò in sposa a Ludovico I Gonzaga, terzo capitano del popolo di Mantova
- Rinaldo (10 ottobre 1334-14 settembre 1348);
- Aldobrandino (14 settembre 1335-3 novembre 1361), Signore di Ferrara
- Elisa (18 marzo 1337-12 agosto 1402), sposò Guido III da Polenta, signore di Ravenna
- Niccolò (17 maggio 1338-26 marzo 1388), signore di Ferrara
- Azzo (14 marzo 1340-18 settembre 1349)
- Folco (1342-1356)
- Costanza (25 luglio 1343-13 febbraio 1391), sposò il 2 maggio 1362 Malatesta Ungaro, già vedovo della (presunta) sorella
- Ugo (18 ottobre 1344-1º agosto 1370), sposò la (presunta) nipote Costanza Malatesta
- Alberto (27 febbraio 1347-30 luglio 1393), signore di Ferrara

Ebbe anche due figli naturali:
- Rinaldo (?-1347)
- Giovanni (?-1389)

## Riconoscimenti
Ludovico Ariosto rese omaggio a questo importante antenato della casata estense con una prima opera, l'Obizzeide, che iniziò a comporre dal 1503 ma interruppe nel 1504. 
Nel suo poema più noto, l'Orlando furioso, lo ricordò definendolo uno degli «spiriti magni» degli Este.

## Ascendenza
|                          |   |          | Genitori |  |  | Nonni |  |  | Bisnonni         |  |  | Trisnonni       |  |
|                          |   |          |          |  |  |       |  |  | Rinaldo I d'Este |  |  | Azzo VII d'Este |  |
|                          |   |          |          |  |  |       |  |  | Rinaldo I d'Este |  |  | Azzo VII d'Este |  |
|                          |   | Giovanna |          |  |  |       |  |  | Rinaldo I d'Este |  |  |                 |  |
| Obizzo II d'Este         |   |          |          |  |  |       |  |  | Rinaldo I d'Este |  |  |                 |  |
|                          |   | …        | …        |  |  |       |  |  |                  |  |  |                 |  |
|                          |   | …        | …        |  |  |       |  |  |                  |  |  |                 |  |
|                          |   | …        | …        |  |  |       |  |  |                  |  |  |                 |  |
| Aldobrandino II d'Este   |   | …        |          |  |  |       |  |  |                  |  |  |                 |  |
|                          |   | …        | …        |  |  |       |  |  |                  |  |  |                 |  |
|                          |   | …        | …        |  |  |       |  |  |                  |  |  |                 |  |
|                          |   | …        | …        |  |  |       |  |  |                  |  |  |                 |  |
| Jacopina Fieschi         |   | …        |          |  |  |       |  |  |                  |  |  |                 |  |
|                          |   | …        | …        |  |  |       |  |  |                  |  |  |                 |  |
|                          |   | …        | …        |  |  |       |  |  |                  |  |  |                 |  |
|                          |   | …        | …        |  |  |       |  |  |                  |  |  |                 |  |
| Obizzo III d'Este        |   | …        |          |  |  |       |  |  |                  |  |  |                 |  |
|                          | … | …        |          |  |  |       |  |  |                  |  |  |                 |  |
|                          | … | …        |          |  |  |       |  |  |                  |  |  |                 |  |
|                          | … | …        |          |  |  |       |  |  |                  |  |  |                 |  |
| Tobia Rangoni            | … |          |          |  |  |       |  |  |                  |  |  |                 |  |
|                          |   | …        | …        |  |  |       |  |  |                  |  |  |                 |  |
|                          |   | …        | …        |  |  |       |  |  |                  |  |  |                 |  |
|                          |   | …        | …        |  |  |       |  |  |                  |  |  |                 |  |
| Alda Rangoni             |   | …        |          |  |  |       |  |  |                  |  |  |                 |  |
|                          |   | …        | …        |  |  |       |  |  |                  |  |  |                 |  |
|                          |   | …        | …        |  |  |       |  |  |                  |  |  |                 |  |
|                          |   | …        | …        |  |  |       |  |  |                  |  |  |                 |  |
| Caracosa di Ugolino Lupi |   | …        |          |  |  |       |  |  |                  |  |  |                 |  |
|                          |   | …        | …        |  |  |       |  |  |                  |  |  |                 |  |
|                          |   | …        | …        |  |  |       |  |  |                  |  |  |                 |  |
|                          |   | …        | …        |  |  |       |  |  |                  |  |  |                 |  |
|                          |   | …        |          |  |  |       |  |  |                  |  |  |                 |  |